# La Motte-Feuilly
La Motte-Feuilly è un comune francese di 34 abitanti situato nel dipartimento dell'Indre nella regione del Centro-Valle della Loira.

## Società

### Evoluzione demografica
Abitanti censiti